# Лінія Шомбургка
Лінія Шомбургка (англ. Schomburgk Line, ісп. Línea Schomburgk) — назва лінії дослідження, яка фігурувала в територіальній суперечці ХІХ століття між Венесуелою та Британською Гвіаною. Лінія була названа на честь англійського дослідника та натураліста німецького походження Роберта Германа Шомбургка (1804—1865). Суперечка виникла через те, що коли у 1814 році Сполучене Королівство придбало у Нідерландів Британську Гвіану (відому як колонії Ессекібо, Демерара та Бербіс до 1831 року), західний кордон із Венесуелою не був визначений.

## Лінія
У 1835 році Королівське географічне товариство відправило Шомбургка в ботаніко-географічну подорож до Британської Гвіани, результатом якої був ескіз території з лінією, що позначав те, що, на його думку, було західним кордоном, на який претендували голландці. У результаті цього в 1840 році британський уряд доручив йому провести обстеження кордонів Гвіани. Це дослідження призвело до того, що стало відомим як лінія Шомбургка. Початковий ескіз Шомбургка, який був опублікований у 1840 році, був єдиною версією «Лінії Шомбургка», опублікованою до 1886 року, що призвело до пізніших звинувачень Гровера Клівленда в тому, що «якимось таємничим чином» лінія була подовжена.
Лінія виходила далеко за межі території британської окупації і давала Британській Гвіані контроль над гирлом річки Оріноко. Венесуела заперечила інспектування Шомбургка, стверджуючи, що Сполучене Королівство незаконно набуло додаткові 30 000 квадратних миль (80 000 км2) території. Венесуела стверджувала, що її кордони простягаються на схід до річки Ессекібо.
У жовтні 1886 року Велика Британія оголосила Лінію тимчасовим кордоном Британської Гвіани, а в лютому 1887 року Венесуела розірвала дипломатичні відносини. Венесуела звернулася до США з проханням втрутитися, посилаючись як виправдання на доктрину Монро. Сполучені Штати висловлювали занепокоєння, але мало робили для вирішення ситуації. Тоді Венесуела найняла як лобіста у Вашингтоні, округ Колумбія, Вільяма Л. Скраггса і не довела суперечку до загострення у формі Венесуельської кризи 1895 року. Ключовим питанням кризи стала відмова Британії включити до запропонованого міжнародного арбітражу територію на схід від лінії Шомбургка. Криза зрештою привела до того, що Британія погодилася на втручання Сполучених Штатів у суперечку, щоб змусити арбітраж усієї спірної території, і мовчазно визнала право Сполучених Штатів втручатися згідно з доктриною Монро. Міжнародна арбітражна група вирішила суперечку в 1899 році. Лінія Шомбургка з невеликими відхиленнями була відновлена як кордон між Британською Гвіаною та Венесуелою. Перше відхилення від лінії Шомбургка полягало в тому, що територія Венесуели включала мис Баріма в гирлі Оріноко, даючи їй беззаперечний контроль над річкою, а отже, можливість стягувати мита з венесуельської торгівлі. Другий — проведення кордону на річці Венаму, а не на річці Куюні, що дало Венесуелі значну територію на схід від лінії — територію, яку Велика Британія спочатку відмовилася включити в арбітраж. Проте Британія отримала більшу частину спірної території та всі золоті копальні.
З іншого боку, південний кордон між Британською Гвіаною та Бразилією було врегульовано після арбітражу королем Італії в 1904 році, де свою роль теж зіграло дослідження Шомбургка.